# مارسيل مايس
مارسيل مايس هو دراج بلجيكي، ولد في 19 ديسمبر 1944 في Deurle ‏ في بلجيكا، وتوفي في 10 أبريل 1997 في Wondelgem ‏ في بلجيكا.

## وصلات خارجية
- مارسيل مايس على موقع أرشيف الدراجات (الإنجليزية)
- مارسيل مايس على موقع إحصائيات الدراجات الإحترافية (الإنجليزية)